# Lê Trung Tông
Lê Trung Tông, vietnamski plemič, * 983, † 1005.